# 堀北鈴音
堀北 鈴音（ほりきた すずね）は、衣笠彰梧によるライトノベル作品『ようこそ実力至上主義の教室へ』の登場人物の一人。作中の舞台となる高度育成高等学校の1年Dクラスに在籍する女子生徒。2年生編にて進級する。

## 作中設定

### 来歴
名門校・高度育成高等学校に入学するが、性格に難があり、他人に対する配慮や思いやりに欠けていたため問題児揃いの最底辺クラスである1年Dクラスに配属される。綾小路清隆と協力しながら、中間テスト対策のために成績不良者に勉強会を開いたり、須藤健の退学危機や暴行事件を解決するなど、Aクラス昇格を目指すために努力を重ねていく。
当初はクラスメイトに対し利己的な態度で接していたが、特別試験を重ねていくうちに「Aクラスを目指すためにはクラス一丸とならなければならない」ことに気付き、それからはクラスメイトとも利他的な態度で接するようになる。櫛田桔梗とは、当初から彼女の自分に向ける悪意に直感的に気づいており互いに嫌悪していた関係だったが、彼女の他人を味方につける力と自分を追い詰めた知略と覚悟を認め、櫛田から敵対宣言をされている状況にもかかわらず彼女に歩み寄りを見せようとしている。

### 人物像
Dクラスのリーダーを務める。容姿端麗で成績も優秀であるが、クールでマイペースな性格をしており、他人とコミュニケーションを取らずに孤独を貫いている。清隆からは他人を見下す態度がDクラスに振り分けられた原因ではないかと指摘されている。ただし、隣の席の清隆とは例外的にコミュニケーションを取っている。
兄は自身が通う高度育成高等学校で生徒会長を務める堀北学であり、学に対しては尊敬の念を抱くと共に「学に追いつきたい」という願望を持っているが、兄妹仲は険悪になっている。自身がDクラスに配属されたことには納得しておらず、兄に追いつくためにAクラス昇格を目指している。
「須藤の暴行事件騒動を解決したのは鈴音」だという噂が学園中に広まると、須藤からは恩義を通り越した好意を持たれ、暴行事件を起こさせた黒幕の龍園翔からも興味を持たれたが、本人にとっては鬱陶しいという感情しかない。

## キャラクター設定
キャラクターデザインの制作過程において最初に堀北鈴音が作成された。キャラクターデザインの作成時は堀北鈴音のエピソードがなかったため、プロットや企画書の情報から堀北鈴音のデザインは描かれる。初期のラフ画には喜怒哀楽を一通り描いていたものの、堀北鈴音は作中で笑わないことを後から知ったとイラスト担当のトモセシュンサクは明かしている。
トモセは当初、目が大きく可愛らしい巨乳キャラにしようと考えていたが、著者の衣笠彰梧からの指示で目はキツネ目となり、胸も小さくなった。また、シルエットだけで分かりやすくするために髪の毛は結ぶなどの特徴をつけており、さらにトモセが個人的に耳を出すのが好きという理由から、堀北鈴音は耳を出すようにしたという。

## 展開

### Web動画
2015年5月22日に『ようこそ実力至上主義の教室へ』を元にしたスペシャルアニメがYouTubeにて公開されており、本動画では大西沙織が堀北鈴音役の声優を務めている。
2016年1月18日に堀北鈴音と一之瀬帆波がLive2D技術によって原作イラストそのままに動き出すスペシャルムービーがYouTubeにて公開された。

### テレビアニメ
『ようこそ実力至上主義の教室へ』のテレビアニメは2017年7月から放送されており、本テレビアニメでは鬼頭明里が堀北鈴音役の声優を務める。
鬼頭は堀北鈴音の印象について以下のように語っている。
制作陣から「もう少し強く言っていい」と伝えられた鬼頭は言葉が優しくなりすぎないように心掛けているが、普段の生活で堀北鈴音のように他人に強く当たることがないため、演じる際は苦労した。しかし、演技を重ねるうちに強い部分を強調すれば、抜けていたり焦っている部分が際立つことが分かり、バランスが掴めるようになったという。第2期では堀北鈴音の従来の意志の強さは残した上で、対人関係に苦しむ様子を意識して演じている。
綾小路清隆との掛け合いについては「綾小路も上辺だけで話すし、堀北も一方的に言うだけだったり、跳ね返すだけだったり。噛み合っているのか噛み合っていないのか、会話しているのかしていないのか、すごく不思議な感覚だった」と振り返っている。また、第1期第2話での堀北学との会話シーンでは音響監督の飯田里樹から「今までのきつい感じは全部忘れて、かわいい女の子でやってほしい」との指示があったため、鬼頭は「ここまでやっていいのかな？」というくらい思いきり崩して演じている。
飯田は第1期の堀北鈴音を「天才たちに食らいつこうとする立場」だとしており、それが第2期では完全についていけなくなることから、ディレクションの際には「普通の優等生として、天才たちの攻防に驚く役柄に徹してほしい」と鬼頭に伝えている。
原作小説とテレビアニメ版において以下のような相違点がある。
- 原作小説で偽のカメラを用いてCクラス生徒を脅迫するのは綾小路清隆と一之瀬帆波だが、テレビアニメ版では綾小路清隆と堀北鈴音に変更されている[31]。
- 原作小説で夏休みのプールでの女子更衣室盗撮を未然に防いだのは軽井沢恵だが、テレビアニメ版では堀北鈴音に変更されている[32]。

### 漫画
『ようこそ実力至上主義の教室へ』のスピンオフコミカライズ『ようこそ実力至上主義の教室へ √堀北』では堀北鈴音がメインで描かれるIFストーリーとなっている。本作では主人公・綾小路清隆と放課後一緒に帰ったり、堀北鈴音が作った弁当を一緒に食べたりするなど、二人の親密な時間が描かれている。

### 商品化
2017年9月に開催されたコラボイベント「『ようこそ実力至上主義の教室へ』カフェ 〜自立への大いなる一歩は満足なる胃にあり。〜」の中で、コラボメニューのドリンク注文No.1をめぐる選挙企画が行われ、1位を獲得した記念として「ようこそ実力至上主義の教室へカフェ選挙企画当選記念 『堀北鈴音至上主義』Tシャツ」が2017年11月に発売された。
2018年2月に着替え中の「堀北鈴音1/7スケールフィギュア」が発売された。

## 評価

### 批評
双葉社が運営するニュースサイト『ふたまん+』は堀北鈴音について、「学力は高いが性格に難があり、友人関係は不要という考えからクラスメイトとの交流を絶ってしまう変わり者。鬼頭明里はこのありそうでなかった難しい役柄を、持ち前の落ち着いたクールボイスを武器に見事に熱演している。そのおかげか鬼頭の代表作の一つとしてあげられるほど、ファンたちに強い印象を与えたようだ」と評している。
編集者・ライターの飯田一史は、教育の二大原理は「卓越性の追求」と「公正の追求」だとした上で、中間テストで赤点を取った須藤を切り捨てようとした入学当初の鈴音は「卓越性の追求」の典型であると述べている。
アイスランドのウェブサイト『Inquisitr』のライター・Patrick Fryeは原作小説での恵の活躍がテレビアニメ版では鈴音に変更されたことについて「日本のファンの中には、テレビアニメ版で恵から鈴音に変更されたことに腹を立てる人もいた」と述べている。

### 『このライトノベルがすごい!』による評価
『このライトノベルがすごい！』女性キャラクター部門では2023年度に初のランキング掲載を果たした。
| 年   | 賞                              | 部門                 | 順位 |
| ---- | ------------------------------- | -------------------- | ---- |
| 2022 | このライトノベルがすごい！ 2023 | 女性キャラクター部門 | 38位 |
| 2024 | このライトノベルがすごい！ 2025 | 女性キャラクター部門 | 32位 |

### 人気投票・読者アンケート
2017年9月から同年10月にメロンブックスで開催された投票企画「MF文庫Jヒロインコンテスト2017 in Melonbooks」では2位を獲得している。
『アニメ！アニメ！』が2021年10月に実施した「（鬼頭明里が）演じた中で一番好きなキャラクターは？」と題した読者アンケートでは8位を獲得している。
TVアニメ第3期最終回直前スペシャル企画として2024年3月1日から24日にアニメ公式サイトとAnimeJapan2024 KADOKAWAブースで行われたキャラクター（アニメ第1から3期で活躍した6人のヒロイン）人気投票では1位を獲得している。